# Schweez
Schweez ist ein Ortsteil der Stadt Laage im Landkreis Rostock in Mecklenburg-Vorpommern. Bis zum 31. März 1934 war Schweez ein Ortsteil von Diekhof, danach wurde der Ort eine eigenständige Gemeinde. Am 1. Juli 1950 wurde Jahmen nach Schweez eingemeindet, Schweez wiederum gehört seit dem 26. Januar 1970 zu Laage.

## Lage
Schweez liegt im Recknitztal, rund fünf Kilometer Luftlinie südöstlich des Stadtzentrums von Laage und 17 Kilometer nordöstlich von Güstrow. Durch den Ort führt die Bundesstraße 108. Umliegende Ortschaften sind Die Vierzehner im Norden, Jahmen im Nordosten, Neu Heinde im Osten, Lissow-Bau im Südosten, Lissow und Alt Diekhof im Süden, Korleput im Südwesten, Subzin im Westen und Breesen im Nordwesten.

## Geschichte
Schweez entstand ursprünglich als Gutshof und war bis 1771 im Besitz der Familie von Hahn. Der Ort gehörte zum Herzogtum Mecklenburg-Schwerin und dort zum Amt Güstrow-Rossewitz. Von 1771 bis 1845 war das Gut Schweez im Besitz der Reichsgraben von Wallmoden-Grimborn, die es an die Familie von Bassewitz verkaufte. Am 1. Dezember 1910 hatte die Landgemeinde Schweez 94 Einwohner. Im Jahr 1913 wurde der Ort an die Familie von Schlieffen verkauft. Vermutlich 1921 wurde die Landgemeinde Schweez nach Diekhof eingemeindet.
Seit 1925 gehörte Schweez zum Amt Güstrow, aus dem 1933 der Kreis Güstrow gebildet wurde. Seit dem folgenden Jahr war der Ort Teil des Landes Mecklenburg, zudem erlangte Schweez seinen Status als eigenständige Gemeinde zurück. Nach dem Ende des Zweiten Weltkrieges wurden die letzten Gutsbesitzer auf Schweez enteignet und das Gut zu Volkseigentum, das Land wurde auf Neubauern aufgeteilt. Durch die Ansiedlung von Flüchtlingen aus den ehemals deutschen Ostgebieten stieg die Einwohnerzahl von Schweez zwischen 1939 und 1946 von 183 auf 796 an. Nach dem Krieg wurde der Ort Teil der Sowjetischen Besatzungszone, aus der am 7. Oktober 1949 die DDR entstand. Am 1. Juli 1950 erfolgte die Eingliederung von Jahmen nach Schweez. Am 5. Oktober 1950 wurde die Dorfkirche von Schweez eingeweiht.
Seit der DDR-Kreisreform vom 25. Juli 1952 gehörte Schweez zum Kreis Güstrow im Bezirk Schwerin. Am 26. Januar 1970 wurde Schweez nach Laage eingemeindet. Nach der Wiedervereinigung gehörte der Ort zunächst zum Landkreis Güstrow in Mecklenburg-Vorpommern, der 1994 im neuen Landkreis Güstrow aufging. Seit dem 1. August 2004 gehört Schweez als Ortsteil von Laage dem Amt Laage an. Der Landkreis Güstrow fusionierte im September 2011 mit dem Landkreis Bad Doberan zu dem neuen Landkreis Rostock.

## Persönlichkeiten
- Karlheinz Gieseler (1925–2010), Sportfunktionär und Generalsekretär des Deutschen Sportbundes